# Tabernaemontana rupicola
Tabernaemontana rupicola är en oleanderväxtart som beskrevs av George Bentham. Tabernaemontana rupicola ingår i släktet Tabernaemontana och familjen oleanderväxter. Inga underarter finns listade i Catalogue of Life.